# Kutaný
Přírodní rezervace Kutaný zahrnuje pralesní jedlobukový porost na jihovýchodním svahu centrálního hřebene Vsetínských vrchů mezi Cábem (841 m n. m.) a Ptáčnicí (830 m n. m.) asi 0,6 km východně od Cábu a 200 m jihovýchodně od horské chaty Vsácký Cáb v první zóně chráněné krajinné oblasti Beskydy.

## Důvod ochrany
Přírodní rezervace byla vyhlášena s cílem ochrany starého jedlobukového pralesa s bohatým bylinným patrem.

## Flóra
Území PR porůstá les pralesního typu, který tvoří převážně buk lesní (Fagus sylvatica) a javor klen (Acer pseudoplatanus) a přimísena je jedle bělokorá (Abies alba), smrk ztepilý (Picea abies) a jasan ztepilý (Fraxinus excelsior). Bylinné patro tvoří typické porosty květnatých bučin s typickými druhy jako jsou kyčelnice devítilistá (Dentaria enneaphyllos), kyčelnice cibulkonosná (Dentaria bulbifera) a kyčelnice žláznatá (Dentaria glandulosa), bažanka vytrvalá (Mercurialis perennis), sasanka hajní (Anemone nemorosa), svízel vonný (Galium odoratum) aj. Ze vzácnějších druhů se vyskytuje např. vranec jedlový (Huperzia selago). Rezervace je bohatým mykologickým nalezištěm, bylo zde 191 druhů hub.

## Fauna
Přírodní rezervace je významným útočištěm hmyzu, zejména z čeledi střevlíkovitých. Rovněž se jedná o významné hnízdiště ptáků. Vyskytuje se zde i rys ostrovid (Lynx lynx) a občas i medvěd hnědý (Ursus arctos).

## Galerie

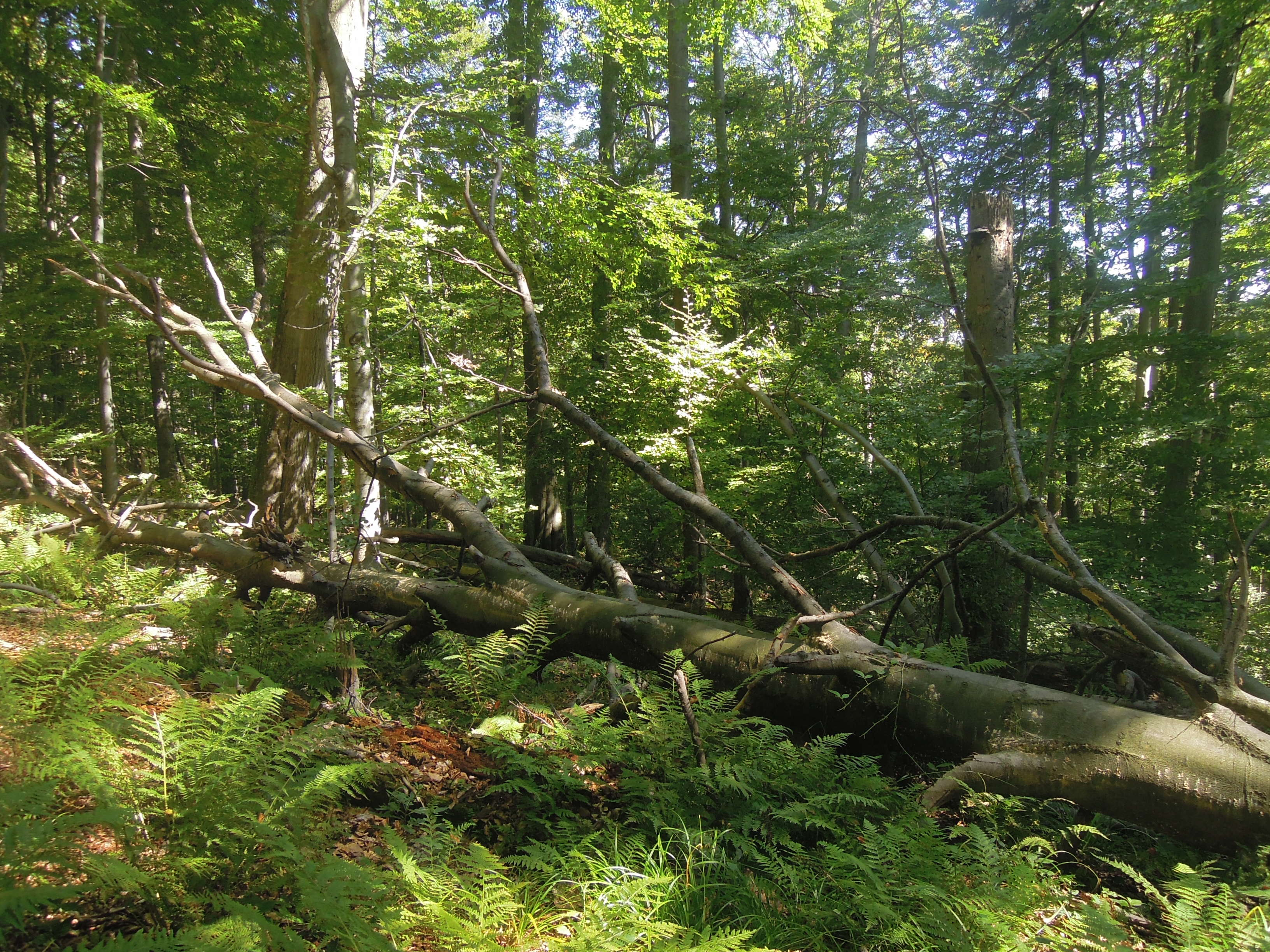
Přírodní rezervace má pralesní charakter.
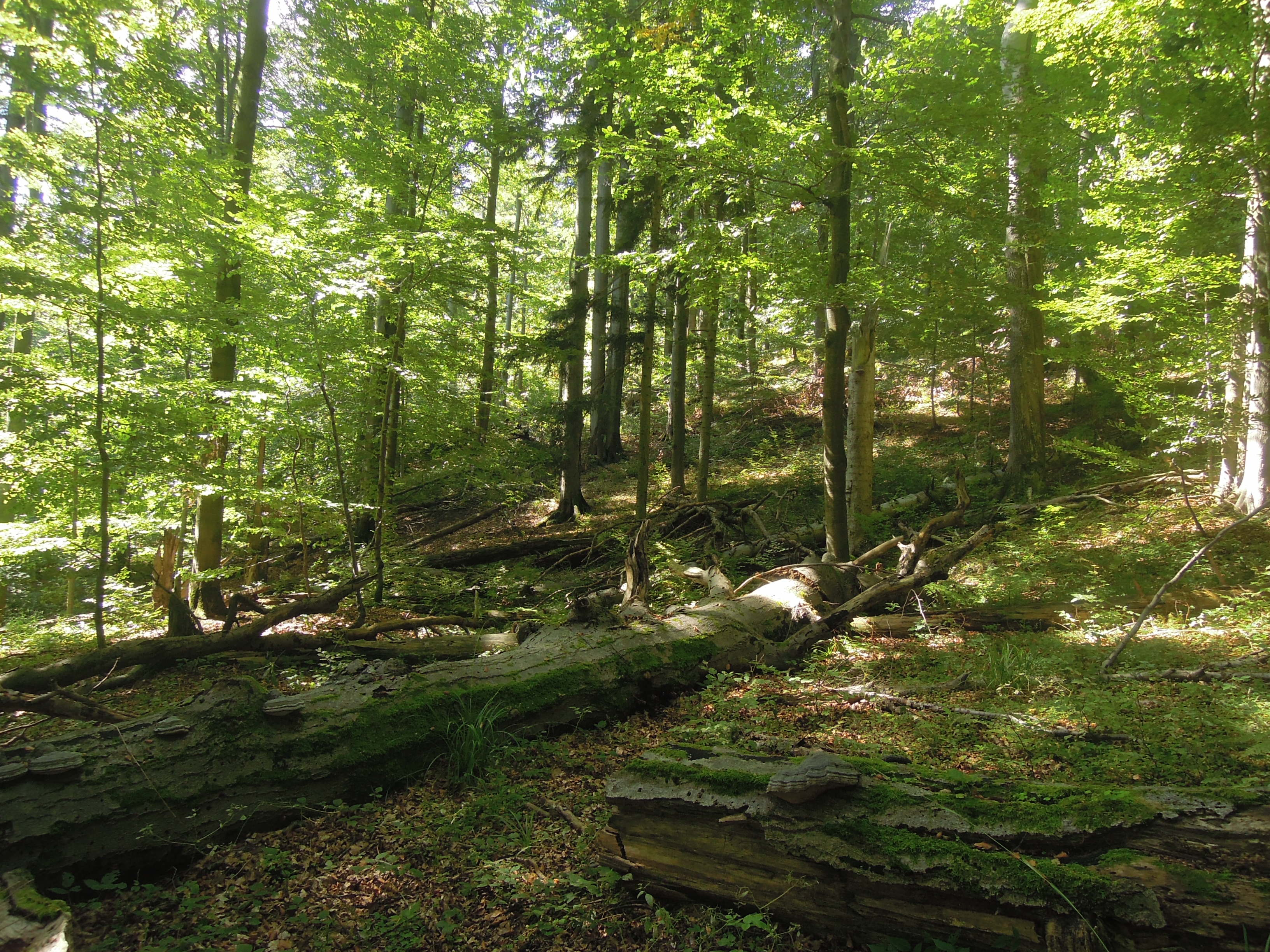
Typické jsou časté stromové vývraty a zlomy v různém stupni rozkladu.
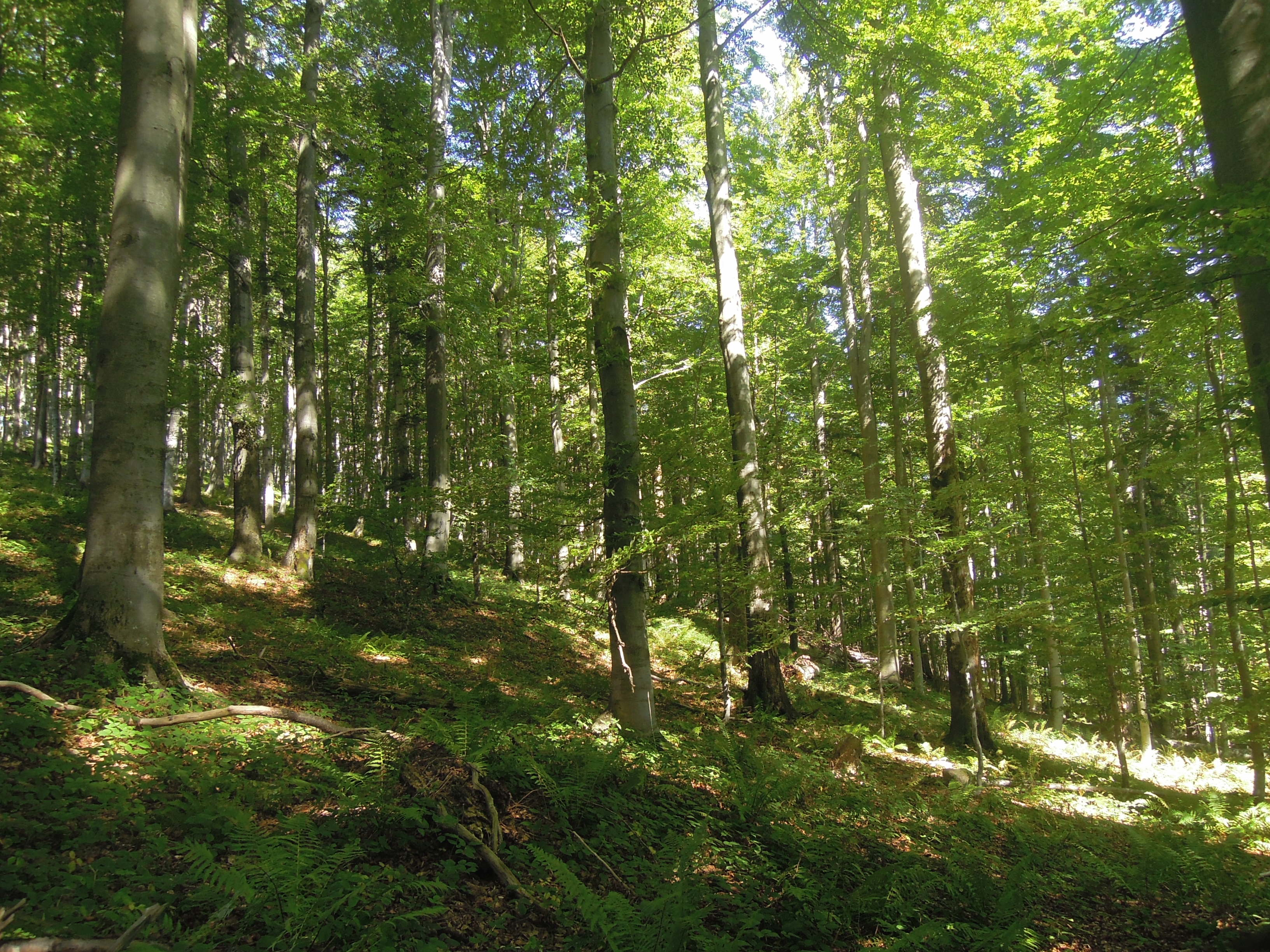
Převážnou část zdejšího lesního porostu tvoří buky.